# Rougegoutte
Rougegoutte is een gemeente in het Franse departement Territoire de Belfort (regio Bourgogne-Franche-Comté) en telt 894 inwoners (1999). De plaats maakt deel uit van het arrondissement Belfort.

## Geografie
De oppervlakte van Rougegoutte bedraagt 8,1 km², de bevolkingsdichtheid is 110,4 inwoners per km².
De onderstaande kaart toont de ligging van Rougegoutte met de belangrijkste infrastructuur en aangrenzende gemeenten.

## Demografie
Onderstaande figuur toont het verloop van het inwonertal (bron: INSEE-tellingen).